# L'Araldo dello Spettacolo
L'Araldo dello Spettacolo è un giornale la cui prima edizione cartacea risale al 14 marzo 1946.
Negli anni settanta viene acquistato dalla Lanterna Editrice s.r.l., la direzione passa così all'avvocato Gianni Massaro, direttore responsabile è invece Emilio Ugoletti.
Sotto la direzione di Gianni Massaro hanno scritto per L'Araldo dello Spettacolo anche Dario Argento, Carlo Lizzani, Gillo Pontecorvo, Marco Ferreri.
Nel 1999 vengono sospese le pubblicazioni.
Sempre di proprietà della Lanterna Editrice s.r.l., il 13 febbraio 2012 viene di nuovo registrato come testata giornalistica presso il Tribunale di Roma.
Le pubblicazioni riprendono sotto la direzione di Francesca Romana Massaro il 13 dicembre 2012, data in cui viene pubblicato il sito web.
Dal novembre 2021 il sito web è offline e non pubblica alcun contenuto.